# Arkadi Vjatsjanin
Arkadi Arkadjevitsj Vjatsjanin (Russisch: Аркадий Аркадьевич Вятчанин) (Vorkoeta (Komi), 4 april 1984) is een Russische zwemmer. Op de kortebaan is Vjatsjanin wereldrecordhouder op de 200 meter rugslag. Hij vertegenwoordigde zijn vaderland op de Olympische Zomerspelen 2004 in Athene, op de Olympische Zomerspelen 2008 in Peking en op de Olympische Zomerspelen 2012 in Londen.

## Carrière
Vjatsjanin maakte zijn internationale debuut op de Europese kampioenschappen zwemmen 2002 in Berlijn. Daar eindigde hij als zesde op de 50 meter rugslag, als negende op de 200 meter rugslag en werd hij in de series uitgeschakeld op de 100 meter rugslag. Daarnaast zwom hij in de series op de 4x100 meter wisselslag, maar moest hij zijn plaats in de finale afstaan aan Jevgeni Alesjin. Op de Europese kampioenschappen kortebaanzwemmen 2002 in Riesa wist de Rus geen finale plaatsen af te dwingen, een elfde plaats op de 200 meter rugslag was zijn beste resultaat.
Op de wereldkampioenschappen zwemmen 2003 in Barcelona maakte Vjatsjanin zijn debuut op een mondiaal zwemtoernooi. Op de 100 meter rugslag behaalde hij de zilveren medaille, die hij moest delen met de Australiër Matt Welsh, achter de Amerikaan Aaron Peirsol. Op de 200 meter rugslag eindigde de Rus als zesde en op de 50 meter rug als veertiende. Op de 4x100 meter wisselslag behaalde hij met Russische ploeg de zilveren medaille. Op de Europese kampioenschappen kortebaanzwemmen 2003 in de Ierse hoofdstad Dublin werd de Rus vierde op zowel de 100 als de 200 meter rugslag en als zesde op de 50 meter rugslag.
Op de Europese kampioenschappen zwemmen 2004 in Madrid werd Vjatsjanin vijfde op de 50 en de 100 meter rugslag, op de 200 meter rugslag eindigde hij als zesde en op de 4x100 meter wisselslag als vierde. Op de Spelen in Athene eindigde de Rus opnieuw als vierde op de 4x100 meter wisselslag. Individueel eindigde Vjatsjanin als negende op de 100 meter rugslag en als elfde op de 200 meter rugslag. Hij won twee bronzen medailles, op de 200 meter rugslag en de 4x100 meter wisselslag, op de wereldkampioenschappen kortebaanzwemmen 2004 in Indianapolis, Verenigde Staten. Op de 50 en de 100 meter rugslag eindigde hij als vijfde en op de 4x100 meter vrije slag als zesde. Op de Europese kampioenschappen kortebaanzwemmen 2004 in Wenen haalde Vjatsjanin eenmaal de finale, op de 50 meter rugslag, waarin hij als zesde eindigde.

### 2005-2008
Op de wereldkampioenschappen zwemmen 2005 in Montréal bereikte Vjatsjanin de vijfde plaats op de 100 meter rugslag en de zevende plaats op de 200 meter rugslag. Met de Russische 4x100 meter wisselslag estafette won hij de zilveren medaille. Op de Europese kampioenschappen kortebaanzwemmen 2005 in Triëst pakte Vjatsjanin zilveren medailles op alle drie de rugslagonderdelen. Hij startte ook op de 4x50 meter vrije slag maar werd in de series samen met zijn ploeggenoten uitgeschakeld.
Op de wereldkampioenschappen kortebaanzwemmen 2006 in Shanghai eindigde Vjatsjanin als zesde op zowel de 50 als de 100 meter rugslag. Op de estafettes, 4x100 vrij en 4x100 wissel, eindigde hij beide keren als vierde. Op de Europese kampioenschappen zwemmen 2006 in Boedapest werd Vjatsjanin Europees kampioen op de 100 en 200 meter rugslag en de 4x100 meter wisselslag, op de 50 meter rugslag eindigde hij als vierde. Op de Europese kampioenschappen kortebaanzwemmen 2006 in de Finse hoofdstad Helsinki werd de Rus twee keer Europees kampioen, op de 100 en 200 meter rugslag, en werd hij zesde op de 50 meter rugslag. Op de estafettes werd hij vijfde, 4x50 meter wissel, en zevende, 4x50 meter vrij.
In Melbourne, op de wereldkampioenschappen zwemmen 2007, eindigde Vjatsjanin tweemaal net naast het podium, als vierde, op de 100 en 200 meter rugslag. Op de 50 rugslag werd hij in de halve finales uitgeschakeld, hij won brons met het Russische team op de 4x100 meter wisselslag. In Eindhoven, Europese kampioenschappen zwemmen 2008, prolongeerde hij de Europese titel op de 4x100 meter wisselslag, pakte hij het zilver op de 200 meter rugslag en het brons op de 100 meter rugslag.
Tijdens de Olympische Zomerspelen 2008 in Peking pakte Vjatsjanin het brons op de 100 meter rugslag, hij deelde het brons met de Australiër Hayden Stoeckel, achter Aaron Peirsol en Matt Grevers. Op de 200 meter rugslag pakte hij opnieuw brons, ondanks een swim-off na de halve finale, achter de Amerikanen Ryan Lochte en Aaron Peirsol. Op de 4x100 meter wisselslag eindigde hij samen met zijn landgenoten als vierde.

### 2009-heden
Op de wereldkampioenschappen zwemmen 2009 in Rome eindigde de Rus als vierde op de 200 meter rugslag en als zesde op de 100 meter rugslag, op de 50 meter rugslag strandde hij in de series. Samen met Grigori Falko, Jevgeni Korotysjkin en Andrej Gretsjin eindigde hij als zesde op de 4x100 meter wisselslag. In Istanboel nam Vjatsjanin deel aan de Europese kampioenschappen kortebaanzwemmen 2009. Op dit toernooi veroverde hij de Europese titel op de 100 meter rugslag, een titel die hij moest delen met landgenoot Stanislav Donets. Op de 200 meter rugslag werd hij uitgeschakeld in de series.
Tijdens de Europese kampioenschappen zwemmen 2010 in Boedapest strandde de Rus in de series van de 100 meter rugslag. Op de wereldkampioenschappen kortebaanzwemmen 2010 in Dubai werd Vjatsjanin uitgeschakeld in de halve finales van zowel de 50 als de 100 meter rugslag en in de series van de 200 meter rugslag.
In Londen nam de Rus deel aan de Olympische Zomerspelen van 2012. Op dit toernooi strandde hij in de halve finales van de 100 meter rugslag en in de series van de 200 meter rugslag.

## Internationale toernooien
| Jaar | Olympische Spelen                                     | WK langebaan                                                            | WK kortebaan                                                                               | EK langebaan                                                                                              | EK kortebaan                                                                                          |
| ---- | ----------------------------------------------------- | ----------------------------------------------------------------------- | ------------------------------------------------------------------------------------------ | --- | --- |
| 2002 |                                                       |                                                                         | geen deelname                                                                              | 6e 50m rugslag · 28e 100m rugslag · 9e 200m rugslag · 4x100m wisselslag · Vjatsjanin zwom enkel de series | 16e 50m rugslag 12e 100m rugslag 11e 200m rugslag 6e 4x50m wisselslag Vjatsjanin zwom enkel de series |
| 2003 |                                                       | 14e 50m rugslag · 100m rugslag · 6e 200m rugslag · 4x100m wisselslag    |                                                                                            | | 6e 50m rugslag 4e 100m rugslag 4e 200m rugslag                                                        |
| 2004 | 9e 100m rugslag 11e 200m rugslag 4e 4x100m wisselslag |                                                                         | 5e 50m rugslag · 5e 100m rugslag · 200m rugslag · 6e 4x100m vrije slag · 4x100m wisselslag | 5e 50m rugslag 5e 100m rugslag 6e 200m rugslag 4e 4x100m wisselslag                                       | 49e 50m vrije slag 6e 50 m rugslag 11e 100m rugslag 10e 200m rugslag                                  |
| 2005 |                                                       | 5e 100m rugslag · 7e 200m rugslag · 4x100m wisselslag                   |                                                                                            | | 50m rugslag · 100m rugslag · 200m rugslag · 10e 4x50m vrije slag                                      |
| 2006 |                                                       |                                                                         | 6e 50m rugslag 6e 100m rugslag DQ 200m rugslag 4e 4x100m vrije slag 4e 4x100m wisselslag   | 4e 50m rugslag · 100m rugslag · 200m rugslag · 4x100m wisselslag                                          | 6e 50m rugslag · 100m rugslag · 200m rugslag · 7e 4x50m vrije slag · 5e 4x50m wisselslag              |
| 2007 |                                                       | 12e 50m rugslag · 4e 100m rugslag · 4e 200m rugslag · 4x100m wisselslag |                                                                                            | | geen deelname                                                                                         |
| 2008 | 100m rugslag · 200m rugslag · 4e 4x100m wisselslag    |                                                                         | geen deelname                                                                              | 9e 50m rugslag · 100m rugslag · 200m rugslag · 4x100m wisselslag                                          | geen deelname                                                                                         |
| 2009 |                                                       | 26e 50m rugslag 6e 100m rugslag 4e 200m rugslag 6e 4x100m wisselslag    |                                                                                            | | 100m rugslag · 11e 200m rugslag                                                                       |
| 2010 |                                                       |                                                                         | 16e 50m rugslag 10e 100m rugslag 10e 200m rugslag                                          | 17e 100m rugslag                                                                                          | geen deelname                                                                                         |
| 2011 |                                                       | geen deelname                                                           |                                                                                            | | geen deelname                                                                                         |
| 2012 | 9e 100m rugslag 17e 200m rugslag                      |                                                                         | geen deelname                                                                              | geen deelname                                                                                             | geen deelname                                                                                         |

## Persoonlijke records
Bijgewerkt tot en met 12 december 2009
Kortebaan
| Afstand      | Tijd    | Datum            | Plaats    |
| ------------ | ------- | ---------------- | --------- |
| 50m rugslag  | 23,43   | 7 november 2009  | Moskou    |
| 100m rugslag | 48,97   | 12 december 2009 | Istanboel |
| 200m rugslag | 1.46,11 | 15 november 2009 | Berlijn   |

Langebaan
| Afstand      | Tijd    | Datum           | Plaats |
| ------------ | ------- | --------------- | ------ |
| 50m rugslag  | 25,11   | 30 april 2009   | Moskou |
| 100m rugslag | 52,57   | 2 augustus 2009 | Rome   |
| 200m rugslag | 1.54,75 | 30 juli 2009    | Rome   |